# Dülmen
Dülmen (Tysk udtale: [ˈdʏlmən] ( lyt)) er en by i Landkreis Coesfeld, Nordrhein-Westfalen i Tyskland.

## Geografi
Dülmen er beliggende i den sydlige del af området omkring Münster, mellem floden Lippe i syd, bjergene Baumberge i nord og floden Ems i øst. Syd for Dülmen er Ruhr-distriktet beliggende.

### Nabokommuner
- Haltern
- Reken
- Coesfeld
- Billerbeck
- Nottuln
- Senden
- Lüdinghausen

### Byområder
Efter lokale reformer 1975 består Dülmen af syv lokalområder;  Dülmen, Kirchspiel, Buldern, Hausdülmen, Hiddingsel, Merfeld og Rorup.

## Historie
Byområdet er først omtalt som Dulmenni i 889 som en besiddelse hørende til Werden kloster. Dülmen modtog byprivilegier i 1311. Den blev optaget i Hanseforbundet i 1470. 